# Éjjel a parton (film)
Az Éjjel a parton (eredeti cím: Nights in Rodanthe) 2008-ban bemutatott amerikai–ausztrál romantikus filmdráma, melyet George C. Wolfe rendezett. A film alapjául Nicholas Sparks azonos című regénye szolgált. A főbb szerepekben Richard Gere és Diane Lane látható, akiknek ez volt a harmadik közös filmjük A hűtlen (2002) és a Gengszterek klubja (1984) után. A felvételeket egy kis tengerparti faluban, Rodanthe-ban (Észak-Karolina) készítették, mely a legészakibb faluja Hatteras-sziget lakott területeinek.
Az Amerikai Egyesült Államokban 2008. szeptember 26-án bemutatott film bevételi szempontból jól teljesített, ugyanakkor negatív kritikákat kapott.

## Cselekmény
Adrienne Willis (Diane Lane), a férjétől különvált, két gyermekét egyedül nevelő édesanya helyettesíti barátnőjét, Jeant (Viola Davis) annak hoteljében néhány napra. Egyetlen vendége Dr. Paul Flanner (Richard Gere) plasztikai sebész, aki egy halálesettel végződő műtétjének igyekszik pontot tenni a végére.
Adrienne, miközben küzd a "tökéletes anya" szereppel, harcol tini lányával és habozik, hogy visszafogadja-e hűtlen férjét, beleszeret Paulba. Együtt töltött napjaik és vitáik segítségével Paulnak sikerül beszélgetnie a műtőasztalán meghalt nő férjével, és úgy dönt, rég nem látott fiával is újra jó kapcsolatot próbál kialakítani. Ennek érdekében Dél-Amerikába repül, ahol fia szintén orvosként dolgozik, közben levelezéssel tartja fönt és mélyíti el szerelmét Adrienne-nel. Az utolsó levelekben már a visszatérése körülményeit beszélik meg, azonban egy földcsuszamlásban életét veszti. Fia, Mark (James Franco) megy el Adrienne-hez és meséli el, mi történt apjával. Emellett megköszöni a nőnek, hogy egy teljes új apát adott neki és megváltoztatta a korábbi Pault.

## Szereplők
| Színész            | Szerep            | Magyar hang     |
| ------------------ | ----------------- | --------------- |
| Diane Lane         | Adrienne Willis   | Kovács Nóra     |
| Richard Gere       | Dr. Paul Flanner  | Csernák János   |
| James Franco       | Mark Flanner      | Simon Kornél    |
| Scott Glenn        | Robert Torrelson  | Várkonyi András |
| Christopher Meloni | Jack Willis       | Rosta Sándor    |
| Carolyn McCormick  | Jenny             | nem szólal meg  |
| Viola Davis        | Jean              | Börcsök Enikő   |
| Pablo Schreiber    | Charlie Torrelson | Vári Attila     |
| Mae Whitman        | Amanda Willis     | Csifó Dorina    |
| Charlie Tahan      | Danny Willis      | Glósz András    |

## Fogadtatás
A film második helyen nyitott az észak-amerikai mozikban 13,4 millió dollárt hozva nyitóhétvégéjén a Sasszem című akció-thriller mögött.
A Rotten Tomatoes által összegyűjtött kritikák alapján a film szentimentális „olyan ötletekkel tarkított, melyeken még Diane Lane és Richard Gere személyes varázsa sem tudott javítani”. Az oldal mindössze 31%-ra értékelte a filmet 128 vélemény alapján. A Metacritic 100-ből 39 pontot adott jellemzően negatív visszajelzésekkel. A londoni Times a 74. helyre sorolta a filmet a 2008 száz legrosszabb filmjeit tartalmazó listáján. A rossz visszhang ellenére a produkció 84,4 millió dolláros bevételre tett szert világszerte.

## Fordítás
- Ez a szócikk részben vagy egészben  a   Nights in Rodanthe című angol Wikipédia-szócikk fordításán alapul.  Az eredeti cikk szerkesztőit annak laptörténete sorolja fel. Ez a jelzés csupán a megfogalmazás eredetét és a szerzői jogokat jelzi, nem szolgál a cikkben szereplő információk forrásmegjelöléseként.